# Benjamin Varonian
Benjamin Varonian (Niza, Francia, 15 de junio de 1980) es un gimnasta artístico francés, especialista en la prueba de barra fija con la que ha logrado ser subcampeón olímpico en 2000.

## 2000
En los JJ. OO. de Sídney (Australia) consigue la medalla de plata en la competición de barra horizontal, tras el ruso Alexei Nemov y por delante del surcoreano Lee Joo-Hyung.